# یایرو ایزکیاردو
یایرو ایزکیاردو (انگلیسی: Jairo Izquierdo؛ زادهٔ ۲۲ اکتبر ۱۹۹۳) بازیکن فوتبال اهل اسپانیا است.
از باشگاه‌هایی که در آن بازی کرده‌است می‌توان به باشگاه ورزشی تنریف و باشگاه فوتبال رئال مورسیا اشاره کرد.